# Laia Costa
Pour les articles homonymes, voir Costa.
Laia Costa Bertrán, née à Barcelone le 18 février 1985, est une actrice espagnole.
Elle est notamment connue pour avoir joué le rôle-titre du film allemand Victoria (2015), mais aussi pour avoir interprété une jeune femme ayant le cancer dans la série catalane Les Bracelets rouges.

## Carrière
Alors qu'elle étudie la communication à l'université Raymond-Lulle à Barcelone, Laia Costa prend parallèlement des cours de théâtre à l’École Nancy Tuñón. En 2011, elle fait ses débuts de comédienne en jouant dans des séries télévisées espagnoles. En 2013, elle monte sur les planches du Théâtre national de Catalogne pour y jouer un rôle dont le texte est entièrement écrit en allemand, dans la pièce Atraco, paliza y muerte en Agbanäspach mis en scène par Nao Albret et Marcel Borràs. Sa carrière décolle ensuite lorsqu'elle décroche le premier rôle dans les films Fort Ross du réalisateur russe Yuriy Moroz et Victoria du réalisateur allemand Sebastian Schipper. Pour son rôle dans ce dernier film, elle reçoit le prix de la meilleure actrice au cours de la 65e cérémonie du Deutscher Filmpreis.
En 2015, elle joue dans le téléfilm Las habitaciones cerradas puis dans la série Carlos Rey emperador.
En 2016, elle participe au court-métrage promotionnel Las pequeñas cosas pour la marque de bière Estrella Damm aux côtés de l'acteur français Jean Reno.
En 2017, elle joue dans Newness de Drake Doremus aux côtés de Nicholas Hoult.

## Filmographie

### Cinéma
- 2011 : Deja que te diga de Gerard Pando : Ella (court métrage)
- 2012 : Twilight Love 2 (Tengo ganas de ti) de Fernando González Molina : la fille serpent
- 2013 : Y otro año, perdices de Marta Díaz de Lope : Claudia (court métrage)
- 2014 : Fort Ross de Yuriy Moroz : Lucía
- 2015 : No me quites de Laura Jou : Laura (court métrage)
- 2015 : Victoria de Sebastian Schipper : Victoria
- 2015 : Palmeras en la nieve de Fernando González Molina : Daniela
- 2016 : Nieve negra de Martín Hodara : Laura
- 2016 : Las pequeñas cosas d'Alberto Rodríguez (court-métrage)[3]
- 2017 : Newness de Drake Doremus : Gabi Silva
- 2018 : Seule la vie... (Life Itself) de Dan Fogelman : Isabel
- 2018 : Only You d'Harry Wootliff :
- 2018 : Maine de Matthew Brown
- 2018 : Duck Butter de Miguel Arteta : Sergio
- 2018 : Piercing de Nicolas Pesce : Mona
- 2022 : Cinco lobitos de Alauda Ruiz de Azúa : Amaia
- 2023 : Els encantats de Elena Trapé : Irene
- 2023 : Un amor d'Isabel Coixet : Nat
- 2026 : The Mummy de Lee Cronin

### Télévision
- 2011-2012 : Bandolera (série télévisée, 12 épisodes) : Inés Flores
- 2012 : Toledo (série télévisée, 1 épisode) : Aurora
- 2013 : Les Bracelets rouges (Polseres vermelles) (série télévisée, 13 épisodes) : Rym
- 2013  : El tiempo entre costuras (série télévisée) : Alba
- 2014 : Cuéntame un cuento (série télévisée) : Claudia
- 2015 : Habitaciones cerradas (série télévisée) : Montserrat Espelleta
- 2015: Carlos, Rey Emperador (série télévisée) : María de Austria
- 2015 : Cites (TV3 - Filmax) : Paula
- 2019 : Foodie Love (série télévisée, 8 épisodes) d'Isabel Coixet : Elle
- 2020 : Devils (série télévisée, 10 épisodes) : Sofia Flores
- 2023 : The Diplomat (série télévisée, 5 épisodes) : Mariona Cabell
- 2023 : Cites Barcelona (série télévisée, 1 épisode) : Paula
- 2023-2025 : La Roue du temps (série télévisée) : Moghedien

## Distinctions
- Deutscher Filmpreis 2015 : Meilleure actrice pour Victoria
- Biznaga d'argent 2022 : Biznaga d'argent de la meilleure interprétation féminine pour Cinco lobitos (Lullaby)
- Goyas 2023 : Meilleure actrice pour Cinco lobitos (Lullaby)
- Prix Platino 2024 : meilleure actrice pour Un amor[4],[5]